# Ana Cristina Cesar
Ana Cristina Cruz Cesar (Río de Janeiro, 2 de junio de 1952 - Río de Janeiro, 29 de octubre de 1983) fue una poeta y traductora brasileña. Es considerada uno de los nombres más importantes en la generación del mimeógrafo de la década de 1970 y su nombre es a menudo vinculado con el movimiento de la Poesía Marginal.

## Biografía
Hija del sociólogo y periodista Waldo Aranha Lenz-Cesar y de la profesora de francés y latín Maria Luiza Cruz, Ana Cristina nació en una familia culta y protestante de clase media. Tuvo dos hermanos: Flavio Lenz-Cesar, periodista y activista de la prostitución y los derechos sexuales, y Felipe Lenz-Cesar, activista de la protección del medio ambiente. 
Incluso antes de recibir educación formal, le dictaba poemas a su madre a la edad de seis años, los que comenzaron a publicarse en 1959 en algunas revistas. En 1969, Ana Cristina viajó a Inglaterra de intercambio y pasó un tiempo en Londres, donde tuvo contacto con la literatura inglesa. A su regreso a Brasil, ingresó a la Facultad de Artes de la Pontificia Universidad Católica de Río de Janeiro (PUC-RJ) a los diecinueve años; además, trajo consigo textos de Emily Dickinson, Sylvia Plath y Katherine Mansfield, los que se dedicó a traducir.
Cesar comenzó a publicar poemas y textos de prosa poética en la década de 1970 en colecciones, revistas y periódicos alternativos. Sus primeros libros, Cenas de Abril y Correspondência Completa, se publicaron en editoriales independientes. Paralelo a la escritura de poemarios, Ana Cristina también se dedicó a la investigación literaria, realizó una maestría en comunicaciones en la Universidad Federal de Río de Janeiro (UFRJ), viajó nuevamente a Inglaterra con el fin de cursar una maestría en traducción literaria en la Universidad de Essex en 1980; a su regreso a Río, publicó Luvas de Pelica (1980) que escribió en Inglaterra y A teus pés (1982). En sus obras, Ana Cristina César tiene una delgada línea entre la ficción y la autobiografía.
A la edad de treinta y un años se suicidó, arrojándose por la ventana del departamento de sus padres, en el octavo piso de un edificio de la calle Tonelero en Copacabana. Armando Freitas Filho, poeta brasileño, era su mejor amigo, y fue a él a quien dejó la responsabilidad de cuidar sus publicaciones póstumas. Los escritos personales de la autora están bajo la tutela del Instituto Moreira Salles. Su poesía completa fue publicada por Companhia das Letras en 2013. En el 2016, la Feria del Libro de Paraty, en Brasil, fue dedicada a su vida y obra.

### Poesía
- A Teus Pés (1982).
- Luvas de pelica (1980).
- Inéditos e Dispersos (1985).
- Novas Seletas (póstumo, editado por Armando Freitas Filho).
- Poética (póstumo, 2013)

### Crítica
- Literatura não é documento (1980)
- Crítica e Tradução (1999) (2016)

### Otros
- Correspondência Incompleta
- Escritos no Rio (póstumo, editado por Armando Freitas Filho).
- Escritos em Londres (póstumo, editado por Armando Freitas Filho).
- 26 Poetas Hoje (antología de Heloísa Buarque).

### Ediciones en español
- Forma sin norma. Antología poética, traducción de Ángel Guinda (Olifante Ediciones de Poesía, Zaragoza, 2006).